# شهرستان زبیر، عراق
شهرستان زبیر، یکی از شهرستان‌های استان بصره عراق در جنوب شرقی این کشور می‌باشد.
ایده‌ی تبدیل شهرستان به استان جداگانه از  حدود سال ۱۹۹۰ میلادی تاکنون در جریان است. صدام حسین امیدوار بود پس از پیروزی در جنگ خلیج فارس، با یکی کردن کویت و شهرستان زبیر، آن را به عنوان استان نوزدهم کشور عراق معرفی نماید که با شکست در جنگ این تصمیم هم شکست خورد.